# Altkirch
Altkirch es una comuna francesa, situada en el departamento de Alto Rin, en la región  de Alsacia.

## Historia
Altkirch, fundada en el siglo XII, es la capital de la región natural y tradicional de Sundgau, y durante un tiempo, posesión de los condes de Ferrette. Parte de la Austria Anterior, sería anexionada a Francia en 1648 mediante la Paz de Westfalia.

## Demografía
| 4246 | 5118 | 5319 | 5268 | 5090 | 5386 |
| Para los censos de 1962 a 1999 la población legal corresponde a la población sin duplicidades (Fuente: INSEE [Consultar]) |      |      |      |      |      |

## Patrimonio
- Museo del Sundgau
- Centro renano de Arte Contemporáneo (Centre Rhénan d'Art Contemporain', CRAC)
- Festival de teatro Forêt Enchantée d'Altkirch (el bosque encantado de Altkirch)
- Construcción en Navidad de la Grotte aux Luciolles, laberinto con figuras en miniatura sobre un tema particular.

## Personajes célebres
- Jean-Adam Pflieger, alcalde de Altkirch y miembro de la convención, votó a favor de la ejecución de Luis XVI en 1793.
- Lucien Herr (1864 - 1926), pensador y líder socialista.
- Félix Voulot (1865-1926), escultor
- Heinrich Göring, padre de Hermann Göring, juez cantonal en 1880.
- Alberto II de Mónaco, entre sus títulos honoríficos incluye el de barón de Altkirch.
- Yvan Muller, automovilista.
- Hugo Hofstetter, ciclista profesional.